# ヴォルフガング・ラインホルト
ヴォルフガング・ラインホルト（Wolfgang Reinhold, 1923年4月16日 – 2012年9月2日）は、ドイツ民主共和国（東ドイツ）の軍人。1972年から1989年まで、国防次官および国家人民軍航空軍司令官を務めた。

## 経歴
自動車運転手の息子としてベルリン・フリードリッヒスハーゲン区に生まれる。1938年から1940年まで小売商の修業をする。1940年から1941年まではドレスデン銀行に勤務。第二次世界大戦中の1941年からドイツ空軍に曹長(Feldwebel)として従軍、1945年に赤軍の捕虜となり、1949年に釈放された。
釈放後は旋盤工となる。1950年のドイツ社会主義統一党（SED）入党後、1952年から1954年までコトブス地区の兵営人民警察司令官を務める。再軍備後の1956年から1957年まで、国家人民軍航空軍第3防空師団長。1957年から翌年までソビエト連邦軍事アカデミーで学んだ後、1958年から1965年まで航空軍のさまざまな部署を務める。1963年10月に少将に昇進。1965年から2年間、ソ連軍参謀本部軍事アカデミーで学んだ後、航空軍副司令官に就任した。
ヘルベルト・シャイベ少将の後任として、1972年に航空軍司令官および国防次官に就任。1974年3月に中将、1979年のドイツ民主共和国建国30周年記念日に大将に昇進した。1981年から1989年までSED中央委員会委員を兼任。東欧革命の最中の1989年12月31日、ラインホルト同様20年近く同じ職にあり続けた地上軍司令官ホルスト・シュテッヒバルト大将、政治総局長ホルスト・ブリュンナー大将とともに退役を余儀なくされた。ドイツ再統一後、ベルリンの壁での発砲命令をめぐりベルリン地裁に起訴されたが、証拠不十分により審理停止された。
息子のラルフ・ラインホルト(Ralph Reinhold)は統一後に連邦空軍に入隊し中佐となっていた。しかし1997年9月13日、Tu-154に機長として搭乗中、ナミビア沖でアメリカ軍の輸送機と衝突して墜落、死亡した（1997年ナミビア空中衝突事故）。